# Icône (informatique)
 (novembre 2017).
Si vous disposez d'ouvrages ou d'articles de référence ou si vous connaissez des sites web de qualité traitant du thème abordé ici, merci de compléter l'article en donnant les références utiles à sa vérifiabilité et en les liant à la section « Notes et références ».

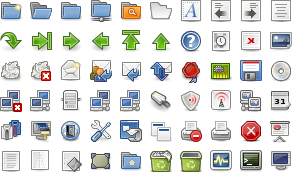
Exemples d'icônes (Tango Desktop).

Une icône est un petit pictogramme représentant une action, un objet, un logiciel, un type de fichier, etc. Les icônes ont dans un premier temps servi d'outils pour rendre les interfaces utilisateur graphiques plus simples d'utilisation.
Une icône est une image comme n'importe quelle autre. Cependant, le terme « icône » désigne le plus souvent une image de taille relativement petite et dont le but est de représenter ou illustrer quelque chose.
Un favicon est une utilisation d'une icône pour représenter un site web, un CD ou un DVD. Il s'affiche en général sur un carré de 16 pixels de côté.

## Format
Les icônes peuvent être soit des images au format classique (PNG, JPEG, etc.) soit des fichiers binaires au format propriétaire. Sous Windows, les icônes sont des fichiers binaires portant le suffixe .ico. Sur Mac, les icônes sont historiquement stockées comme ressources de leur élément ; sous Mac OS X, les icônes peuvent aussi être des fichiers de suffixe .icns. Sur Amiga ce sont des .info. Les systèmes d'exploitation basés sur UNIX utilisent de simples images au format PNG, SVG ou XPM.

## Logiciels
Il existe des logiciels permettant de créer et d'éditer des icônes. La majorité de ces logiciels fonctionnent sur Microsoft Windows et Apple Macintosh. Les systèmes utilisant de simples images n'ont besoin que de logiciels de retouche d'images classiques.
Les logiciels d'édition d'icônes contiennent souvent un éditeur d'image rudimentaire permettant de dessiner pixel par pixel en utilisant des outils et filtres simples. Certains, particulièrement les logiciels commerciaux, possèdent des fonctions plus avancées, proches des logiciels de retouche d'images.
Une fonction importante de ces logiciels est la génération d'icônes à partir d'images. Certains possèdent une fonction de capture permettant de créer une icône en capturant une portion de l'écran. Une autre fonction courante est l'extraction d'icônes à partir de fichiers binaires (fichier exécutable .exe ou bibliothèque logicielle .dll).
Il existe aussi des sites web permettant de faire des opérations simples sur les icônes.

## Historique
Les fichiers icônes sont apparus dans les années 1970, au centre de recherche de Xerox de Palo Alto (PARC), comme un moyen de rendre les ordinateurs plus faciles à utiliser par les novices. Leur première application commerciale à grande échelle est due à Apple, en 1984, avec l'ordinateur personnel Macintosh.